# Édgar Mendoza
Édgar Mendoza (Acarigua, Portuguesa, Venezuela, 15 de junio de 1991) es un futbolista venezolano que juega como defensa en Titanes Fútbol Club de la Segunda División de Venezuela. 

## Selección nacional
Ha sido internacional con la Selección de fútbol de Venezuela Sub-20.

### Participaciones internacionales
| Torneo                                 | Sede | Resultado     |
| -------------------------------------- | ---- | ------------- |
| Campeonato Sudamericano Sub-20 de 2011 | Perú | Primera ronda |

## Clubes
| Club                 | País      | Año         | PJ | Goles |
| -------------------- | --------- | ----------- | -- | ----- |
| Guaros FC            | Venezuela | 2008 - 2009 | 2  | 0     |
| ACD Lara             | Venezuela | 2009-2011   | 31 | 1     |
| Trujillanos FC       | Venezuela | 2011        | 7  | 0     |
| Atlético El Vigía    | Venezuela | 2012 - 2013 | 41 | 0     |
| Deportivo Anzoátegui | Venezuela | 2013-2017 - | 66 | 0     |
| Zulia Futbol Club    | Venezuela | 2017-act -  | 0  | 0     |